# Bolanthus intermedius
Bolanthus intermedius là loài thực vật có hoa thuộc họ Cẩm chướng. Loài này được Phitos mô tả khoa học đầu tiên năm 1981.